# أندري ليمانيس
أندري ليمانيس (بالإنجليزية: Andrej Lemanis) مواليد 18 مارس 1969، هو لاعب كرة سلة أسترالي سابق بدأ مسيرته الاحترافية في سنة 1985. بدأ التدريب في سنة 2005

## مسيرته التدريبية
الأندية الأسترالية: بدأ ليمانيس مسيرته التدريبية في الأندية الأسترالية حيث عمل مع العديد من الفرق وقادها لتحقيق نتائج مميزة في الدوري المحلي.
المنتخب الأسترالي: كانت نقطة التحول الكبرى في مسيرة ليمانيس عندما تولى تدريب المنتخب الأسترالي لكرة السلة. وقد قاد المنتخب إلى العديد من الإنجازات الدولية حيث أصبح أحد القوى الصاعدة في كرة السلة العالمية.
الولايات المتحدة: انتقل ليمانيس إلى الولايات المتحدة للعمل كمساعد مدرب في فريق يوتا فاز في دوري كرة السلة الأمريكي للمحترفين(NBA). هذه التجربة غنته بخبرات جديدة وأضافت إلى سجله التدريبي.
العودة إلى أستراليا: عاد ليمانيس إلى أستراليا لاستئناف مسيرته التدريبية حيث تولى تدريب العديد من الأندية المحلية.

## إنجازاته
المنتخب الأسترالي: حقق ليمانيس نجاحات كبيرة مع المنتخب الأسترالي لكرة السلة، حيث قاد الفريق إلى العديد من البطولات والإنجازات الدولية.
الأندية الأسترالية: عمل ليمانيس مع العديد من الأندية الأسترالية حيث قادها لتحقيق نتائج مميزة في الدوري المحلي.
الأسلوب التدريبي: يتميز أسلوب ليمانيس التدريبي بالانضباط والتكتيك العالي، بالإضافة إلى قدرته على تحفيز اللاعبين وتحقيق التماسك بينهم.
شخصية مؤثرة
يُعتبر ليمانيس شخصية مؤثرة في عالم كرة السلة الأسترالية، حيث يتمتع بشعبية كبيرة بين اللاعبين والجماهير. كما أنه يُعتبر قدوة للجيل الجديد من المدربين في البلاد.